# Maja Vukoje
Maja Vukoje (geb. 1969 in Düsseldorf) ist eine österreichisch-serbische bildende Künstlerin und Malerin. Sie ist seit 2013 Mitglied im Vorstand der Wiener Secession und wurde für ihr künstlerisches Schaffen mehrfach ausgezeichnet. Im Jahr 2020/21 fand ihre erste große Personale im Belvedere 21 in Wien statt.

## Leben und Werk
Maja Vukoje wurde 1969 in Düsseldorf geboren und wuchs in Belgrad auf. Von 1988 bis 1994 studierte sie an der Hochschule für angewandte Kunst Wien, in der Meisterklasse von Maria Lassnig und Christian Ludwig Attersee. Vukoje stellt ihre Werke seit den 1990er Jahren sowohl in Österreich als auch international aus. 1999 erhielt sie das Österreichische Staatsstipendium für bildende Kunst. Es folgten weitere Preise wie 2015 der Outstanding Artist Award und 2020 der Preis der Stadt Wien für Bildende Kunst. Seit 2013 ist sie Mitglied im Vorstand der Wiener Secession. Vukojes erste große Personale im Belvedere21 (8. Dezember 2020 bis 23. Mai 2021) zeigte über hundert ihrer malerischen Werke, die in den letzten 15 Jahren entstanden sind.
In Vukojes Schaffen lassen sich verschiedene Werkphasen erkennen. In den 1990ern spielte das Puppenmotiv eine wichtige Rolle, später „surreal anmutende Landschaftsszenerien mit geisterhaften Figuren und Tieren“. Darauf „folgten Arbeiten, die motivisch auf die karnevalesken Rituale des Karibikraums rekurrierten und diese mit Vorstadt-Szenerien aus Neu-Belgrad kurzschlossen“. In ihrer Malerei setzt sich Vukoje kontinuierlich mit politischen Themen wie „Postkolonialismus, Gender und Populärkultur“ sowie „mit kultureller Hybridität und Transkulturalität als Grundbedingungen unserer globalisierten Lebenswelten“ auseinander. Sie selbst beschreibt ihre „fluide Maltechnik“ sowie den „geisterhafte[n] Charakter“ ihrer Figuren als Konstanten in ihrem Werk. In ihrer Figurengestaltung habe sie C.G. Jungs Synchronizität, Akausalität und Okkultismus, insbesondere auch das Phänomen des Schattens darin, beeinflusst. In ihren neueren Arbeiten gehe es ihr vor allem darum „das Bild als Objekt zu thematisieren, Leinwand und Keilrahmen quasi als Körperteile der ins Bild gesetzten Figur herauszustellen“. Dabei wechselte sie auch immer wieder die Trägermaterialien: von grundierter Leinwand über Leinen bis hin zu Jute.
Maja Vukoje lebt und arbeitet in Wien.

## Stipendien und Preise
- 1999 Österreichisches Staatsstipendium für bildende Kunst
- 2000 Preis für junge europäische Malerei, Premio del Golfo, La Spezia
- 2004 Georg Eisler-Preis der Bank Austria Creditanstalt
- 2005 Österreichischer Grafikwettbewerb, Preis des Landes Burgenland
- 2015 Outstanding Artist Award[1]
- 2020 Preis der Stadt Wien für Bildende Kunst[7]

## Ausstellungen

### Einzelausstellungen (Auswahl)
- 1996 Galerie der Stadt Wels
- 1998 Centro Cultural Recoleta, Buenos Aires; MAJANA (mit ANA), Kunsthalle Exnergasse, WUK, Wien
- 2000 The doll is the mirror, Österreichisches Kulturinstitut, Warschau
- 2001 Biagiotti Arte Contemporanea, Florenz
- 2003 Studio D’Arte Cannaviello, Mailand
- 2004 Galerie Martin Janda, Wien
- 2005 Tresor / Kunstforum BA-CA, Wien; Im Vorbeigehen, Institut für Kunst, Katholisch-theologische Privatuniversität Linz
- 2006 Secession, Wien
- 2007 The stranger’s gaze, Thomas K. Lang Gallery, Webster University Vienna; Noise. Von der Kunst der Malerei, kuratiert von Agnes Husslein Arco, Wiener Staatsoper
- 2008 Barbara Gross Galerie, München
- 2009 Galerie Martin Janda, Wien
- 2011 Salzburger Kunstverein, Salzburg
- 2012 Galerie Martin Janda, Wien
- 2013 Maja Vukoje, kuratiert von Agnes Husslein Arco, Feststiege Bundeskanzleramt Wien
- 2015 Galerie Martin Janda, Wien
- 2017 Maja Vukoje – fuels 'n' frumps, kuratiert von Sandro Droschl, Künstlerhaus Halle für Kunst und Medien, Graz
- 2020 Maja Vukoje – Auf Kante, kuratiert von Luisa Ziaja, Belvedere 21, Wien[1]

### Gruppenausstellungen (Auswahl)
- 1994 100 Umkleide Kabinen, kuratiert von Paolo Bianchi und Martin Janda, Steirischer Herbst, Graz
- 1996 Coming Up – Junge Kunst in Österreich, Museum Moderner Kunst Stiftung Ludwig Wien, 20er Haus, Wien
- 1997 Positionen österreichischer Malerei heute, kuratiert von Lorand Hegyi, Sala Parpalló, Valencia; Close echoes, Kunsthalle Krems
- 1998 Montrouge-Vienna, kuratiert von Lorand Hegyi, 43rd Salon d’Art Contemporain-Montrouge, Paris; Disidentico, kuratiert von Achille Bonito Oliva, Palazzo Branciforte, Palermo
- 1999 3rd Biennial Prague. Young Artists from Central Europe, Prag
- 2000 Milch vom ultrablauen Strom – kuratiert von Wolfgang Denk, Kunsthalle Krems
- 2001 UN-expected (stages of regression), Biagiotti Arte Contemporanea, Florenz; Central – Neue Kunst aus Mitteleuropa, Museumsquartier, Wien
- 2002 Kinder  t  raum, Stadtmuseum St. Pölten; Current settings – der mediale Blick als Transfer, Kunstforum beim Rathaus Hallein
- 2003 Außer Atem / Fokus österreichische Malerei, Kunstverein Nassau, Wiesbaden
- 2004 Andererseits: Die Phantastik, OÖ. Landesgalerie, Linz; Artothek eMuseum. Ankäufe 2003/2004, Kunstraum Palais Porcia, Wien
- 2005 HangArt-7. Kunst im Hangar-7, kuratiert von Lioba Reddeker, Hangar-7, Salzburg; Prague Biennale II, Prag
- 2006 10th Cairo Biennial, kuratiert von Karin Zimmer, Kairo; Zeitgenössische Kunst im Parlament, Österreichisches Parlament, Wien
- 2007 Dessine-moi in mouton! Imagination und Gegenwelten in zeitgenössischen Zeichnungen, Kunstmuseum des Kantons Thurgau, Kartause Ittingen, Warth
- 2008 MEDIATIONS BIENNALE POZNAŃ, kuratiert von Lorand Hegyi, Polen; KunstLandschaft, Museum Moderner Kunst Kärnten, Klagenfurt
- 2009 GALA.5 Sammler zeigen ihre Favoriten, Museum der bildenden Künste Leipzig; Get Connected, Alexander Reznikov Collection, Künstlerhaus, Wien
- 2011 ....from erewhon to here knows when...., kuratiert von Christian Egger, Kunstverein Schattendorf; Der tägliche Aufstand, <rotor>Verein für zeitgenössische Kunst, Graz
- 2012 Montag ist erst übermorgen, Akademie der bildenden Künste, Wien
- 2013 10 Jahre LENTOS, LENTOS Kunstmuseum Linz
- 2014 Geste, Württembergischer Kunstverein Stuttgart
- 2015 Maja Vukoje – Jun Yang, Kunstforum Montafon, Schruns; 3rd Danube Biennial, Bratislava
- 2016 The Travelers, kuratiert von Magdalena Moskalewicz, Zachęta – National Gallery of Art, Warschau
- 2017 Ästhetik der Veränderung – 150 Jahre Universität für angewandte Kunst, MAK, Wien; The Travelers, kuratiert von Magdalena Moskalewicz, KUMU – Eesti Kunstimuuseum, Tallinn
- 2018 The Lulennial II: A Low-Hanging Fruit, kuratiert von Andrew Berardini und Chris Sharp, Lulu, Mexiko-Stadt
- 2019 SINNESRAUSCH. Neue Malerei 1, Galerie Sophia Vonier, Salzburg[1]